# Aeoloides
Aeoloides is een geslacht van kevers uit de familie  
kniptorren (Elateridae).
Het geslacht is voor het eerst wetenschappelijk beschreven in 1906 door Schwarz.

## Soorten
Het geslacht omvat de volgende soorten:
- Aeoloides agriotides Wurst, Schimmel & Platia, 2001
- Aeoloides confusus Cobos, 1970
- Aeoloides contractus (Boheman, 1851)
- Aeoloides convexus Fleutiaux, 1935
- Aeoloides cuneolus Schwarz
- Aeoloides ferrugineus Schwarz
- Aeoloides figuratus (Germar, 1844)
- Aeoloides filipponii Platia & Schimmel, 1997
- Aeoloides futilis Candeze
- Aeoloides giganteus Girard, 1975
- Aeoloides grisescens (Germar, 1844)
- Aeoloides hauseri (Reitter, 1896)
- Aeoloides holzschuhi Platia & Schimmel, 1997
- Aeoloides imitator (Reitter, 1891)
- Aeoloides inops Candeze
- Aeoloides inornatus Schwarz
- Aeoloides iranicus Platia & Gudenzi, 2002
- Aeoloides jeanneli Fleutiaux, 1935
- Aeoloides murinus Candeze
- Aeoloides rabainus Fleutiaux, 1935
- Aeoloides senex (Candèze, 1895)
- Aeoloides sequester (Candèze, 1859)
- Aeoloides spissus (Candèze, 1889)
- Aeoloides waltlii (Candeze, 1859)